# Rhodopina perakensis
Rhodopina perakensis là một loài bọ cánh cứng trong họ Cerambycidae.